# Pedro Gentile
Pedro Alejandro Gentile  (Banfield, Provincia de Buenos Aires; 20 de marzo de 1990) es un piloto argentino de automovilismo, de trayectoria nacional. Iniciado en los karts de la Provincia de Buenos Aires, compitió a nivel nacional en las categorías monomarca Copa Megane y Desafío Focus, desembarcando en el año 2008 en el TC Mouras, tercer división del Turismo Carretera. En el año 2009 obtuvo el ascenso al TC Pista, luego de obtener su primera victoria y finalizar en la quinta posición. En 2010, alternó entre las dos divisiones menores de ACTC, obteniendo finalmente el campeonato del TC Mouras, consagrándose al mismo tiempo como el primer campeón definidio por el sistema de Play Off instaurado por la Asociación Corredores de Turismo Carretera, mientras que en el TC Pista, clasificaría a las instancias finales, culminando el torneo también en el quinto lugar.
Su carrera deportiva continuaría en el TC Pista entre los años 2011 y 2013, teniendo inclusive participaciones en 2011 y 2012 en las categorías TC 2000 y Súper TC 2000, sin resultados relevantes. Finalmente en el año 2014 resolvería apostar al regreso en la categoría TC Mouras, donde volvería a consagrarse como campeón de esa especialidad, siendo el primer piloto en repetir el título en una de las divisionales inferiores de la Asociación Corredores de Turismo Carretera.

## Biografía

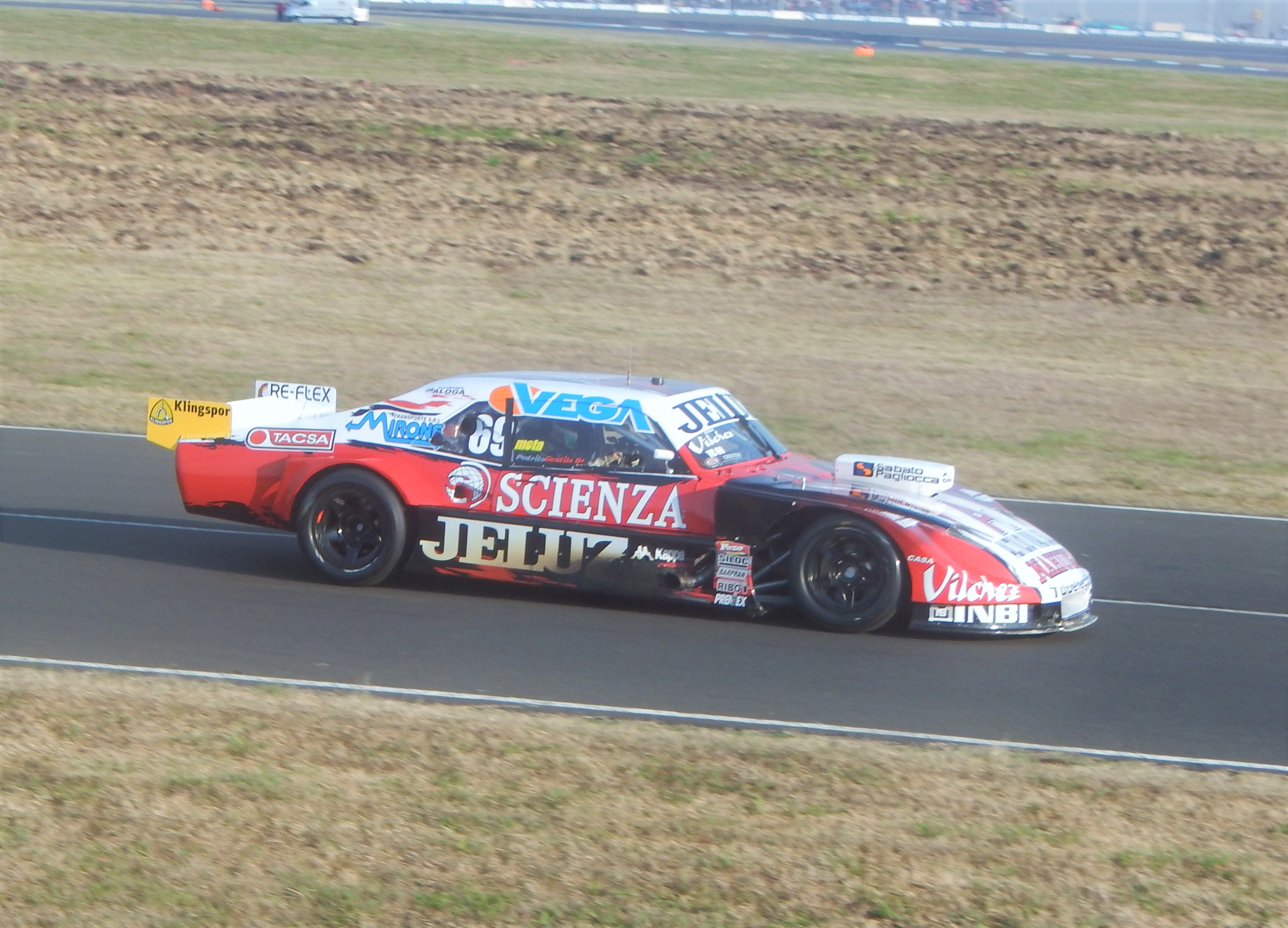
Gentile con una Chevy en Paraná, temporada 2015 del Turismo Carretera.

La carrera deportiva de Pedro Gentile tuvo sus inicios en el año 2002, cuando por primera vez incursiona en el mundo del kart, compitiendo en la Categoría PreJunior del Campeonato Bonaerense de kart. En esta categoría, competiría en los años siguientes hasta 2005. Entre tanto, también formaría parte de otras categorías de karts como ser las Categoría Junior y General de Pro Kart, la Categoría Súper Sudam del Campeonato Bonaerense y la Categoría ICC Sudam del Panamericano de kart.
A todo esto, en 2005, Gentile tendría sus primeros contactos con prototipos de carreras, al asistir a la Escuela de Fórmula de José Bianchi, donde probaría un Fórmula Renault y un Súper Renault. Al mismo tiempo, recibiría una invitación para probar un Fórmula 1000 en el Autódromo Roberto Mouras de La Plata.
Con todos estos pasos de aprendizaje, finalmente el debut de Pedro gentile en el automovilismo profesional tuvo lugar en 2006, cuando debutó en la categoría Fórmula Súper Renault Argentina, en el equipo de Oscar Cortéz. Ese año, demostraría una rápida adaptación a los monoplazas, obteniendo dos podios (un 2.º y 3.º puesto) y tres cuartos lugares, los cuales le permitieron terminar el año en un meritorio 4.º lugar.  Tras este logro, Gentile tendría su primer contacto con un automóvil de turismo, al recibir una invitación para probar un Renault Mégane de la categoría homónima en el circuito de Nueve de Julio.
En 2007, Gentile consiguió debutar en la categoría Copa Megane, piloteando una unidad atendida por la escudería JP Racing, fundada en 2005 por su cuñado Gustavo Lema. En paralelo a esta monomarca, Gentile participaría en otra categoría monomarca, el Desafío Focus, compitiendo con una unidad Ford Focus. Este año, terminaría abandonando la categoría Focus, apuntando a terminar la categoría Megane.
El vínculo entre el JP Racing y la Familia Gentile alcanzaría al Turismo Carretera, categoría en la que la escudería obtendría grandes logros y a la que Pedro Gentile llegaría en 2008, debutando en el TC Mouras. El equipo (ahora bajo el mando de Gustavo Lema), le confiaría a Pedro el Dodge Cherokee con el cual el piloto Norberto Fontana obtendría el título de 2006 del TC. Este modelo, adaptado al reglamento del TC Mouras, contó con el apoyo total del JP Racing y fue motorizado por Carlos Alberto Laboritto. Al finalizar el torneo,  Gentile cambió de marca, al subirse al Chevrolet Chevy que el equipo ocupara para la incursión de Marcos Di Palma en el TC Pista. Este cambió se debió a que el equipo solicitó el vehículo para su preparación en el TC, donde Fontana volvería a competir en 2009.
Este año, Gentile volvería a incursionar en el TC Mouras, logrando su primer triunfo y sus primero podios en la categoría, poniéndose como candidato a la corona y cerrando el año en la 5.ª posición. Tales antecedentes, le valieron el ascenso al TC Pista, segunda división de la ACTC.
En 2010, Gentile decide encarar ambos frentes (TC Pista y Mouras), peleando el título en ambas categorías. Por primera vez y conforme a lo implementado en las demás divisiones de la ACTC, se instaura la Copa Coronación "Río Uruguay Seguros", para el TC Mouras. En esta categoría, Gentile tendría el honor de ser el primer ganador de dicho trofeo y al mismo tiempo obtener el título de esta categoría. Mientras que en el TC Pista, obtendría la clasificación para disputar el play-off final, por la Copa de Plata "Río Uruguay Seguros", terminando el año en el quinto lugar, siempre con un Chevrolet Chevy, en este caso, motorizado por Luis Minervino.
Luego de haberse proclamado como titular del TC Mouras en 2010, Gentile continuaría compitiendo en el TC Pista, siempre al comando de un Chevy del equipo JP Racing. Sin embargo, lejos quedaría de explotar el potencial demostrado en el Mouras, más allá de haber peleado el campeonato del año 2011. En 2012 y ante la polémica salida del TC de Gustavo Lema, se refugió en el equipo Las Toscas Racing (formado a expensas de una estructura satélite del JP), donde su nivel continuaría decayendo. Con el retorno del JP al TC en 2013, Gentile intentaría volver a encarar dos frentes como en el 2010, al anotarse en TC Mouras y TC Pista. Sin embargo, su estadía en el Mouras no pasaría de la primera fecha, dedicándose de lleno al TC Pista. La combinación de malos resultados,  sumados a la decisión de Gustavo Lema de reorganizar el equipo en las tres categorías, terminarían reubicando a Gentile nuevamente en el TC Mouras, para la temporada 2014. En este año, Gentile volvería a recuperar protagonismo en el ambiente automotor, al volver a ser partícipe de la lucha por el campeonato de esa divisional. La presencia en las primeras fechas de los pilotos Camilo Echevarría y José Manuel Urcera, lo habían relegado de la lucha en las primeras fechas, polarizando las acciones entre ellos. Sin embargo, una serie de penalizaciones impuestas por ACTC, debido a que estos dos pilotos también competían en TC Pista, provocaron la deserción de ambos quienes abandonarían la divisional, en desacuerdo con la medida implementada. Esto terminaría de allanarle el camino a Gentile, quien sin rivales de peso en el torneo, se terminaría encaminando hacia lo que fue su segunda corona en la divisional y en el automovilismo argentino, convirtiéndose además en el primer piloto en repetir el título de campeón de una de las tres divisionales inferiores de la ACTC.
Tras la obtención del título del TC Mouras de 2014, en 2015 Gentile consiguió ascender al Turismo Carretera, categoría a la cual obtendría el pase directo debido a que ya poseía triunfos en el TC Pista. En esta divisional debutó al comando de un Chevrolet Chevy del equipo JP Racing, teniendo resultados muy discretos. Su carrera continua dentro de esta divisional, habiendo finalizado 40.º en 2015 y 31.º en 2016.

## Trayectoria
| Años      | Categoría                         | Automóvil            |
| --------- | --------------------------------- | -------------------- |
| 2002-2006 | Piloto de karts                   | Karting              |
| 2006      | Debut en la Fórmula Súper Renault | Dallara-Renault      |
| 2007      | Debut en la Copa Mégane           | Renault Mégane I     |
| 2007      | Debut en Desafío Focus            | Ford Focus I         |
| 2008      | Debut en TC Mouras                | Dodge Cherokee       |
| 2008      | Debut en TC Mouras                | Chevrolet Chevy      |
| 2009      | TC Mouras                         | Chevrolet Chevy      |
| 2009      | TC 2000, 200 km de Buenos Aires   | Volkswagen Bora      |
| 2010      | Campeón TC Mouras                 | Chevrolet Chevy      |
| 2010      | Debut en TC Pista                 | Chevrolet Chevy      |
| 2011      | TC Pista                          | Chevrolet Chevy      |
| 2011      | TC 2000                           | Chevrolet Vectra III |
| 2012      | TC Pista                          | Chevrolet Chevy      |
| 2012      | Debut en Súper TC 2000            | Chevrolet Cruze I    |
| 2013      | TC Pista                          | Chevrolet Chevy      |
| 2013      | TC Mouras, 1 carrera              | Chevrolet Chevy      |
| 2014      | Campeón TC Mouras                 | Chevrolet Chevy      |
| 2015      | Debut en Turismo Carretera        | Chevrolet Chevy      |
| 2016      | Turismo Carretera                 | Chevrolet Chevy      |
| 2017      | Turismo Carretera                 | Chevrolet Chevy      |
| 2018      | Clase 3 del Turismo Nacional      | Toyota Corolla       |
| 2018      | Debut en TC Pick Up               | Nissan Frontier      |

Su retiro deportivo se acaba de producir, el 31 de mayo de 2022 después de la carrera de Rafaela le dijo adiós a las pistas.

## Resultados

### TC Mouras
| Año                 | Año             | Fechas | Fechas | Fechas | Fechas | Fechas | Fechas | Fechas | Fechas | Fechas | Fechas | Fechas | Fechas | Fechas | Fechas | Posición final      |
| Equipo              | Automóvil       | Fechas | Fechas | Fechas | Fechas | Fechas | Fechas | Fechas | Fechas | Fechas | Fechas | Fechas | Fechas | Fechas | Fechas | Posición final      |
| ------------------- | --------------- | ------ | ------ | ------ | ------ | ------ | ------ | ------ | ------ | ------ | ------ | ------ | ------ | ------ | ------ | ------------------- |
| 2008                | 2008            | 01     | 02     | 03     | 04     | 05     | 06     | 07     | 08     | 09     | 10     | 11     | 12     | 13     | 14     | 12.º (95.50 puntos) |
| Firestone JP Racing | Dodge Cherokee  | 3.º    | 4.º    | NL     | 10     | 5.º    | 30     | NL     | NL     | 23     | 26     | 3.º    | 41     | NL     |        | 12.º (95.50 puntos) |
| Firestone JP Racing | Chevrolet Chevy |        |        |        |        |        |        |        |        |        |        |        |        |        | 26     | 12.º (95.50 puntos) |
|                     |                 |        |        |        |        |        |        |        |        |        |        |        |        |        |        |                     |
| 2009                | 2009            | 01     | 02     | 03     | 04     | 05     | 06     | 07     | 08     | 09     | 10     | 11     | 12     | 13     | 14     | 5.º (155.00 puntos) |
| Firestone JP Racing | Chevrolet Chevy | 5.º    | 30     | Ex.    | S      | 12     | 2.º    | 8.º    | 1.º    | 15     | 3.º    | 5.º    | 22     | 10     | 2.º    | 5.º (155.00 puntos) |
|                     |                 |        |        |        |        |        |        |        |        |        |        |        |        |        |        |                     |
| 2010                | 2010            | 01     | 02     | 03     | 04     | 05     | 06     | 07     | 08     | 09     | 10     | 11     | 12     | 13     | 14     | 1.º (365.75 puntos) |
| Firestone JP Racing | Chevrolet Chevy | 1.º    | 3.º    | 5.º    | 1.º    | 8.º    | 9.º    | 5.º    | 7.º    | 2.º    | 4.º    | 1.º    | 7.º    | 2.º    | 3.º    | 1.º (365.75 puntos) |
|                     |                 |        |        |        |        |        |        |        |        |        |        |        |        |        |        |                     |
| 2013                | 2013            | 01     | 02     | 03     | 04     | 05     | 06     | 07     | 08     | 09     | 10     | 11     | 12     | 13     | 14     | 30.º (62.00 puntos) |
| JP Racing           | Chevrolet Chevy | 2.º    | NP     | NP     | NP     | NP     | NP     | NP     | NP     | NP     | NP     | NP     | NP     | NP     | NP     | 30.º (62.00 puntos) |
|                     |                 |        |        |        |        |        |        |        |        |        |        |        |        |        |        |                     |
| 2014                | 2014            | 01     | 02     | 03     | 04     | 05     | 06     | 07     | 08     | 09     | 10     | 11     | 12     | 13     | 14     | 1.º (828.25 puntos) |
| JP Racing           | Chevrolet Chevy | 1.º    | 3.º    | 17     | 1.º    | 18     | 1.º    | 6.º    | 1.º    | 17     | 13     | 3.º    | 2.º    | 9.º    | 11     | 1.º (828.25 puntos) |

### Turismo Competición 2000
| Año  | Equipo        | Auto                 | 1  | 2   | 3   | 4   | 5   | 6   | 7  | 8   | 9   | 10  | 11  | 12  | 13  | Res. | Puntos |
| ---- | ------------- | -------------------- | -- | --- | --- | --- | --- | --- | -- | --- | --- | --- | --- | --- | --- | ---- | ------ |
| 2009 |               |                      | AG | GR  | OBE | SMM | TRH | RES | BA | CEN | SFE | SFE | SJU | SJU | PDF | -    | -      |
| 2009 | JM Motorsport | Volkswagen Bora      |    |     |     |     |     |     |    |     |     |     |     |     | 7   | -    | -      |
| 2011 |               |                      | GR | SFE | SFE | SMM | SJU | RES | AG | TRH | LPL | TRE | JUN | PDF | PAR | -    | 0      |
| 2011 | JP Racing     | Chevrolet Vectra III |    |     |     |     |     |     |    | 24  | Ret | Ret | Ret | Ret |     | -    | 0      |

### Súper TC 2000
| Año  | Equipo    | Auto              | 1  | 2   | 3   | 4   | 5   | 6   | 7   | 8   | 9  | 10  | 11  | 12  | 13  | Res. | Puntos |
| ---- | --------- | ----------------- | -- | --- | --- | --- | --- | --- | --- | --- | -- | --- | --- | --- | --- | ---- | ------ |
| 2012 |           |                   | AG | BA  | ROS | SJU | GR  | OBE | RAF | SMM | RC | SFE | SFE | SAL | PDF | 22.º | 21     |
| 2012 | JP Racing | Chevrolet Cruze I |    | 15† | Ex. | Ret | Ret | 14  | 8   | Ret | 14 | Ret | 12  | 18  |     | 22.º | 21     |

## Palmarés
| Título  | Categoría | Automóvil       | Año  |
| ------- | --------- | --------------- | ---- |
| Campeón | TC Mouras | Chevrolet Chevy | 2010 |
| Campeón | TC Mouras | Chevrolet Chevy | 2014 |